# Yoshihide Kozai
Yoshihide Kozai (古在 由秀?, Kozai Yoshihide; Tokyo, 1º aprile 1928 – 5 febbraio 2018) è stato un astronomo giapponese, conosciuto a livello internazionale per i suoi studi sulla meccanica celeste, sugli asteroidi e comete ed i loro moti, sulle famiglie di asteroidi e sulle perturbazioni secolari.

## Carriera
Ha lavorato principalmente all'Osservatorio astronomico di Tokyo, oggi denominato Osservatorio astronomico nazionale del Giappone (NAOJ), di cui è stato il direttore come pure è stato direttore dell'Osservatorio astronomico di Gunma.
Kozai è membro dell'Unione Astronomica Internazionale (IAU) al cui interno ha lavorato in numerose commissioni e sezioni tra cui quella per la denominazione degli asteroidi e degli altri corpi minori e ha rivestito la carica di Presidente dell'IAU dal 1988 al 1991.
Kozai è conosciuto in particolare per la scoperta del Meccanismo di Kozai: il meccanismo di Kozai causa uno scambio periodico tra l'inclinazione orbitale e l'eccentricità orbitale ovvero causa una librazione (un'oscillazione attorno ad un valore costante) dell'argomento del perielio.

## Riconoscimenti
Nel 1979 ha ricevuto l'Imperial Prize and Japan Academy.
Nel 1990 ha ricevuto il DDA/AAS Brouwer Award.
Gli è stato dedicato un asteroide, 3040 Kozai.